# عبد الحكيم بلحاج
عبد الحكيم الخويلدي بلحاج (مواليد 1 مايو 1966) سياسي وقائد المجلس العسكري في طرابلس بعد 2011 في ليبيا.
هو رئيس حزب الوطن الإسلامي، وكان أمير الجماعة الإسلامية الليبية المقاتلة المنحلة.

## سيرة
ولد عبد الحكيم الخويلدي بالحاج في 1 مايو 1966 في سوق الجمعة، طرابلس حيث ترجع عائلته لتلك المنطقة (أولاد الحاج). تخرج من الهندسة المدنية بجامعة طرابلس. وبعد تخرجه سافر إلى أفغانستان سنة 1988 مشاركا بداعي ما عرف باسم (الجهاد الأفغاني) آنذاك وبقي هناك عدة سنوات.
يعتبر من مؤسسي الجماعة الإسلامية الليبية المقاتلة في بداية التسعينيات ولكن بعد سقوط كابول ترك أفغانستان وسافر إلى عدة دول خصوصا 4 شملت جل إقامته هي أفغانستان، باكستان، تركيا والسودان. يقول بالحاج إن هذه الدول من أكثر المحطات التي طالت إقامته فيها واكتسب من خلالها عديدا من التجارب «كونها مرحلة فيها نوعا من الخصوصية».
عاد إلى ليبيا عام 1994 وبدأ إعادة «ترتيب الجماعة» وتدريبها بـ الجبل الأخضر للتجهيز للجهاد ضد نظام القذافي 
ولكن السلطات استبقت الجماعة بضرب مراكز التدريب عام 1995 وقتل أميرها عبد الرحمن حطاب واستطاع عبد الحكيم بلحاج مغادرة ليبيا والعودة إلى أفغانستان. اشتُهر عبد الحكيم بلحاج طوال نشاطه باسم (عبد الله الصادق). تم اختيار عبد الحكيم بلحاج (عبد الله الصادق) أميراً للجماعة الليبية المقاتلة في فترة إعادة ترتيب صفوف الجماعة في أفغانستان، واختير أبو حازم نائباً له، وأبو المنذر الساعدي كمسؤول شرعي، خالد الشريف كمسؤول أمني.[بحاجة لمصدر]

## زواجه
متزوج من اثنتين (مغربية وسودانية). ولديه بنت [بحاجة لمصدر]

## اعتقاله
تم اعتقاله في ماليزيا في فبراير 2004 عن طريق مكتب الجوازات والهجرة بتدخل من المخابرات الأمريكية ثم ترحيله إلى بانكوك للتحقيق معه من قبل وكالة المخابرات الأمريكية ثم ترحيله إلى ليبيا بتاريخ 8 مارس 2004.

## بعد 2011
وفي يوم الأثنين 5 سبتمبر 2011 طلب عبد الحكيم بلحاج، رئيس المجلس العسكري للثوار في طرابلس، من بريطانيا والولايات المتحدة الاعتذار بعد أن بيّنت وثائق، تم ضبطها، أن البلدين تورطا في خطة أدت إلى اعتقاله وتعذيبه في سجون نظام معمر القذافي.وبيّنت وثائق تابعة لجهاز استخبارات الليبي أن وكالة المخابرات الأمريكية اعتقلت عبد الحكيم بلحاج في بانكوك في 2004، ورحّلته قسرا إلى ليبيا، حيث سُجِن في سجن أبو سليم لسبع سنوات، وأكد بلحاج أنه تعرض أثناء اعتقاله للاستجواب على أيدي ضباط استخبارات بريطانيين.
وقال بلحاج لمحطة بي بي سي: «ما حصل لي كان غير قانوني ويستحق الاعتذار»، وأضاف لصحيفة الغارديان البريطانية، اليوم الاثنين، أنه يفكر في مقاضاة الحكومتين البريطانية والأمريكية، مضيفا، «لقد حقنوني بمادة ما، ثم علقوني من ذراعي وقدمي ووضعوني داخل صندوق ممتلئ بالثلج، لم يتركوني أنام، وكان هناك ضجيج كل الوقت، لقد تعرضت للتعذيب بشكل مستمر»، مؤكدا في الوقت نفسه أن «هذه الوثائق لن تؤثر على إقامة علاقات عادية مع الولايات المتحدة وبريطانيا».
وتضمنت الوثائق التي حصلت عليها منظمة هيومن رايتس واتش من أرشيف الاستخبارات الليبية تفاصيل عن الاعتقال السري لبلحاج في 2004، وتضمنت مذكرة لـ«سي آي إيه» موجهة إلى السلطات الليبية تفاصيل حول رحلة «عبد الله الصديق» وزوجته الحامل من كوالالمبور إلى بانكوك، حيث قالت الولايات المتحدة إنها «ستسيطر» على الزوجين وتسلمهما.
وبعد 7 سنوات قضاها بلحاج خلف قضبان السجن الانفرادي، توسطت قيادات إسلامية للإفراج عنه وعلى رأسهم الشيخ علي الصلابي أحد قيادات الإخوان المسلمون بليبيا والشيخ يوسف القرضاوي بعد «مراجعات فكرية» أجروها معه. فأفرج عنه مع 214 من سجناء بوسليم في بادرة غير مسبوقة في تاريخ القذافي.
وبعد الإفراج عنه ألّف كتاب «دراسات تصحيحية في مفاهيم الجهاد والحسبة والحكم على الناس» يقع في 414 صفحة.

## تحرير طرابلس
أثناء الحرب التي جرت في ليبيا إثر ثورة 17 فبراير وأثناء عملية فجر عروس البحر، ظهر في باب العزيزية وأعلن بلحاج من خلال قناة الجزيرة عن «نجاح عملية تحرير طرابلس» وأعلن أنه هو «قائد المجلس العسكري للمدينة». كما دعا بلحاج إلى المحافظة على الدماء والأعراض والأموال والمنشآت الحكومية بالعاصمة.
ومنذ ذاك الوقت وهو رئيس المجلس العسكري في طرابلس الذي مقره قاعدة معيتيقة الجوية والتي لا تخضع لأي إشراف من وزارة الدفاع الليبية ولا أي جهة سيادية ليبية.

## موقفه من الاغتيالات في تونس
نفى عبد الحكيم بلحاج، الاتهامات التي وُجِّهت إليه في تونس من قبل العقيلي بالطيب (شقيق سمير بالطيب) عضو المبادرة الوطنية للكشف عن اغتيال شكري بلعيد ومحمد البراهمي، خلال امؤتمر صحفي عقده في 2 أكتوبر 2013، منتقدا الإعلام التونسي الذي قال «أنه لم يكلّف نفسه عناء الاتصال به للاستفسار والتحرّي والتثبت من التهم المنسوبة إليه». نافياً معرفته بشكري بلعيد، معربا عن أسفه لحصول عمليات إرهابية أدّت إلى زعزعة أمن تونس وشعبها.
كما قال أنه «لا تربطه أيّة علاقة بتنظيم أنصار الشريعة التونسي» المُصنَّف من قبل وزارة الداخلية في تونس كتنظيم إرهابي.